# 噶布喇
噶布喇（17世纪？—1681年），都英额赫舍里氏，滿洲正黄旗人。辅政大臣一等公索尼長子，康熙帝孝诚仁皇后之父。康熙朝领侍卫内大臣、议政大臣、太子少保及佐领。
康熙十三年（1674年）五月，孝诚仁皇后崩逝後，康熙帝推恩所生，授噶布喇一等公爵，世袭罔替。康熙二十年（1681年）九月十八日，噶布喇病逝後，谥號：恪僖。廢皇太子胤礽的外祖父。

## 生平
據《欽定八旗滿州氏族通譜》：『索尼長子噶布喇初任領侍衛内大臣兼佐領，聖祖仁皇帝以噶布喇係孝诚仁皇后之父特賜殊恩封為一等公加太子少保卒。賜祭塟如典禮，諡恪僖，立碑墓道』。
（《聖祖仁皇帝御製文集卷五》與《清聖祖仁皇帝實錄》相同）康熙十三年十二月初八日，康熙帝勅諭。諭吏部：「自古帝王統御天下，必資后德之賢贊助政理；昭宮闈之令範，端王化之本源。粤稽徃代，册立中宫；即加恩所生，榮鍚封爵；所以重内治，隆恩禮甚盛典也。緬維仁孝皇后作配朕躬歷經十載，上事太皇太后皇太后克誠克孝；佐朕治理，惟敬惟勤節儉居身；寛仁逮下，儀型允備，淑德著聞。詎意忽焉，崩逝深悼，朕懷榮哀之禮已行，推恩之典未舉。内大臣噶布喇乃仁孝皇后之父也，勲舊世裔，素篤忠貞，翊衞攄夙夜之勞，謀猷重股肱之寄。茲奉太皇太后慈諭，仁孝皇后，毓質名門，夙昭内則，芳儀永謝，時切悲思，維后德之攸彰，實鍾祥之有自，宜加崇秩，以合舊章。朕恪遵慈命特錫殊恩。噶布喇，著封為一等公給與誥命，世襲罔替，尔部即遵諭行，特諭」。
康熙二十年（1681年）九月十八日，领侍卫内大臣公噶布喇，病笃。康熙帝遣侍卫武格带御医往视。及公噶布喇故，又遣一等侍卫费耀色、三等侍卫苏达、赍恤银五千两、骆驼四只、骡二头、鞍马三匹、散马七匹，赐之。
康熙二十年（1681年）九月二十二日，康熙帝谕礼部：「古帝王敦重伦常推恩勋戚，生则被以显荣，殁则必存优恤，历稽前代旧典昭然。今孝诚仁皇后之父领侍卫内大臣公噶布喇，簮缨世裔，宣力累朝，恭谨持身，忠勤奉职。忽闻奄逝深轸朕怀，应作何恩恤，著察例从优议奏」。
康熙二十年（1681年）十月五日。康熙帝予故领侍卫内大臣一等公噶布喇、祭葬、加祭三次、谥恪僖。

## 文獻記載
《皇朝通志 卷二》噶布喇任領侍衛內大臣，係孝誠仁皇后之父，封一等公加太子少保，謚：恪僖。
《玉牒》皇太子胤礽，皇后赫舍里氏议政大臣领侍卫内大臣公噶布喇之女出。
《欽定盛京通志 卷六十九》《欽定八旗通志 卷一百四十七》噶布喇仕至領侍衛内大臣。十三年十二月，聖祖因孝誠仁皇后推恩所生，授為一等公。
《欽定八旗通志 卷四》第三參領第一佐領係國初編立始以瓦笏達管理瓦笏達故。以輔政大臣索尼管理索尼故。以其子公噶布喇管理噶布喇故。以其子常海管理常海因疾辭退…。第三參領第二佐領係康熙八年以第一佐領内餘丁編立始令噶布喇之弟大學士索額圖管理索額圖告休。以其子阿爾吉善管理阿爾吉善縁事革退。以其叔父科爾坤管理…。

## 亲属
天祖父：穆瑚禄都督，由明朝册封的五军都督府下的高级武职
高祖父：特赫讷
曾祖父：瑚什穆巴颜，“巴颜”在满语中为“富人”之意
祖父：巴克什硕色
叔祖：大学士，三等子希福
父亲：辅政大臣，一等公索尼
族叔：帅颜保、内大臣三等子奇塔特、二等侍衛威赫
弟弟：二弟二等侍卫噶喇珠（早夭）、三弟索额图、四弟头等侍卫侍卫领班科爾坤、五都统伯心裕，六弟内大臣公法保；
姐妹：和硕安亲王岳乐福晋、多罗贝勒察尼夫人；
族弟：工部尚书赫奕、三等子费扬古
女儿：孝诚仁皇后(康熙帝玄烨结发妻子)；平妃；一等公法喀之妻；
儿子：领侍卫内大臣公长泰、世管佐领常海
侄子：散秩大臣法尔萨（后袭一等伯）、副都統达尔马（后袭一等公）
族侄：嵩寿、肇敏
孙子：一等公纶布 (常海之子)
孙女：康熙帝第十子允䄉福晋（常海之女），賚寶（額亦都第五子阿達海之孫）之妻（常泰之女）
外孙：皇子承祜，（废太子，理密亲王）胤礽，皇子胤禨